# Ichthyophis monochrous
La cecilia de Borneo Occidental o cecilia negra (Ichthyophis monochrous) es una especie de anfibios gimnofiones de la familia Ichthyophiidae.
Habita en Brunéi, Indonesia, y Malasia.
Su hábitat natural incluye bosques tropicales o subtropicales secos a baja altitud, ríos, corrientes intermitentes de agua, plantaciones, jardines rurales, zonas previamente boscosas ahora muy degradadas, tierras de irrigación, y tierra cultivable inundada por estaciones.